# Phare de Sand Key
Le phare de Sand Key (en anglais : Sand Key Light), est un phare situé à 11 km au ud-ouest de Key West, une île à l'extrémité de l'archipel des Keys appartenant au comté de Monroe en Floride.
Il est inscrit au Registre national des lieux historiques depuis le 11 avril 1973 sous le n° 73000589.

## Histoire
Le premier feu de navigation sur Sand Key était une tour en briques de 18 m construite en 1827. Après le décès du premier gardien, John Flaherty, en 1830, sa veuve Rebecca a repris le poste. En 1844, un ouragan a érodé une partie de l'île, détruit la maison du gardien et endommagé la digue d'accès. Le grand ouragan de La Havane de 1846 (en) a renversé la tour, tuant Rebecca Flaherty et cinq autres personnes.
Comme le phare de Key West avait également été détruit au cours de la même tempête, un navire, le Honey, a été acquis et équipé comme bateau-phare pour servir de phare à Sand Key en attendant la construction de nouveaux phares. En raison des efforts déployés pour réorganiser l'United States Lighthouse Board, le Congrès a tardé à affecter des fonds aux nouveaux phares.
Une fondation de type screw-pile lighthouse pour une nouvelle lumière sur Sand Key a été commencée en 1852. Les fonds ont été épuisés avant que la fondation ne soit complétée et l'entrepreneur a dû attendre sept ans pour le paiement final. Plus tard cette année-là, le lieutenant George Meade qui avait achevé la construction du phare de Carysfort Reef, fut chargé de la construction du Sand Key. La tour a été achevée en 1853 et a été la première à utiliser la lampe hydraulique conçue par George Meade.
Les fondations en pieux vissés et la tour à charpente ouverte ont permis au phare de survivre aux ouragans suivants, dont un en 1856 qui a complètement emporté toute l’île. La lumière a été automatisée en 1938. En 1967, la lentille de Fresnel de premier ordre a été retiré et remplacé par un objectif de quatrième ordre. Celui-ci a été retiré en 1982 et remplacé par  des tubes éclair. La tour a été gravement endommagée par un incendie en 1989 et la lumière a été déplacé vers une structure temporaire à proximité. Une tentative de restauration de la structure de la tour a été effectuée en 1995, mais les locaux du gardien ont été démolis en 1996. La lumière a été rendue à la tour en 1998. La lumière a été désactivée en 2015.
Identifiant : ARLHS : USA-724 ; USCG : 3-1055 ; Admiralty : J3006 .

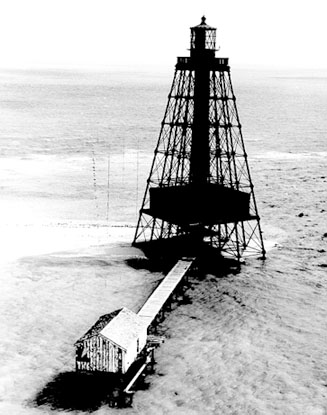
Le phare (USCG)
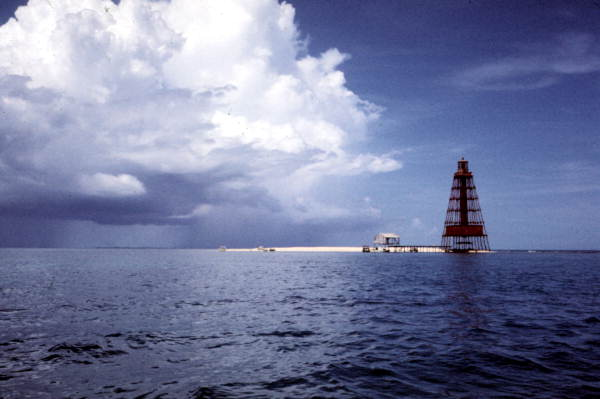
Le phare en 1972
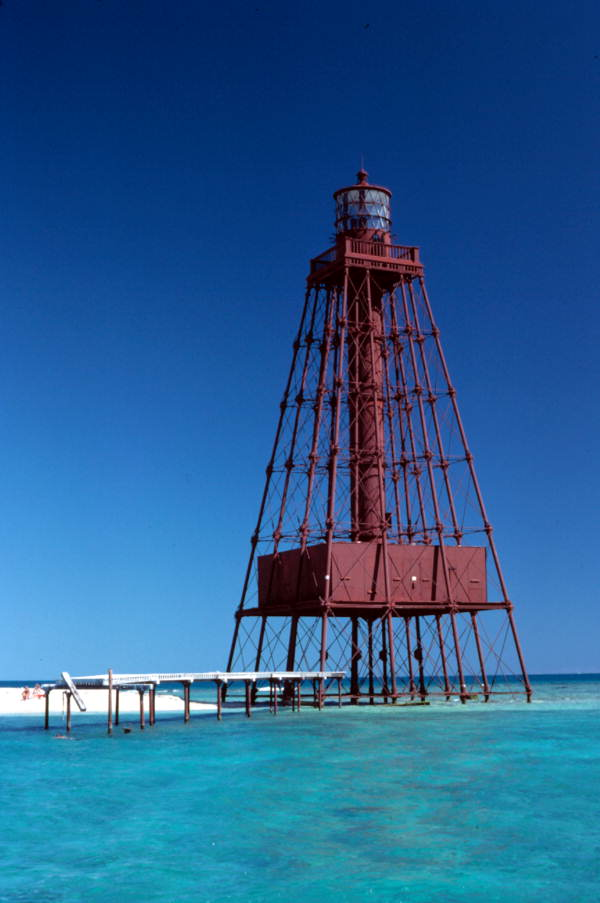
Le phare en 1978

### Lien connexe
- Liste des phares en Floride